# Paul Bradshaw (calciatore 1953)
Paul Bradshaw (Sheffield, 2 ottobre 1953) è un ex calciatore inglese, di ruolo attaccante.

## Caratteristiche tecniche
Era un'ala.

## Carriera

### Club
Nel 1969 viene aggregato alle giovanili del Burnley, per poi un anno più tardi passare in prima squadra; fa comunque il suo vero e proprio esordio tra i professionisti solamente nella stagione 1972-1973, giocando una partita in Watney Cup. Disputa invece la sua prima partita di campionato nella stagione 1974-1975, nella prima divisione inglese. Nella stagione 1975-1976, conclusasi con la retrocessione dei Clarets in seconda divisione, gioca invece 9 partite. Subisce poi un grave infortunio, che ne limita la carriera: nella stagione 1976-1977 dopo aver segnato 2 reti (le sue prime in carriera tra i professionisti) in 3 presenze in seconda divisione viene ceduto a campionato iniziato allo Sheffield Weds, club di terza divisione, con cui conclude la stagione 1976-1977 mettendo a segno 7 reti in 37 partite di campionato; si ritira al termine del campionato successivo, nel quale realizza 2 reti in 27 presenze.
In carriera ha totalizzato complessivamente 77 presenze e 11 reti nei campionati della Football League.

### Nazionale
Nel 1972 ha partecipato agli Europei Under-18, vincendoli.

## Palmarès

### Nazionale
- Campionati Europei Under-18: 1

1972